# Wiedergänger

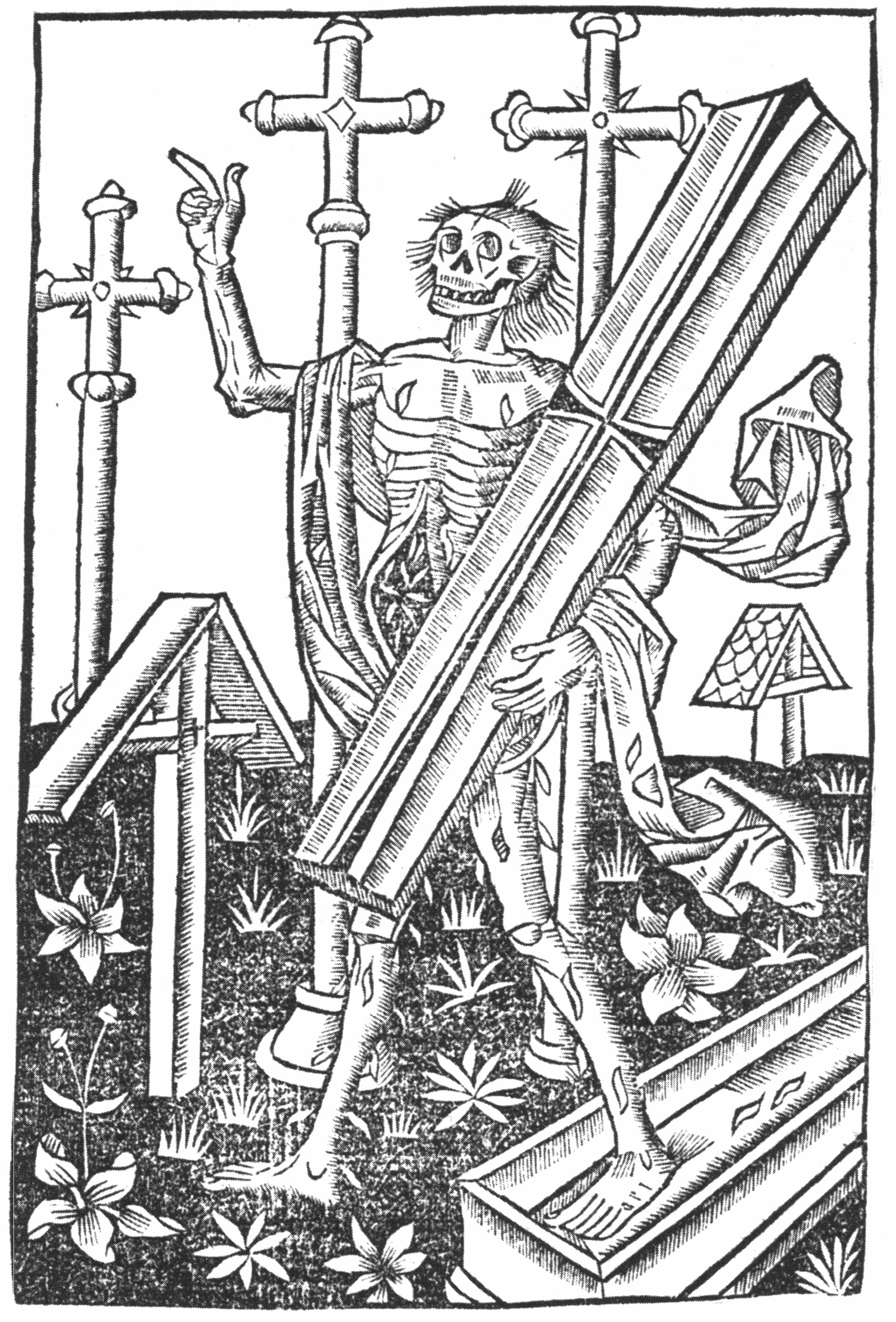
Ein Wiedergänger („makabrer Typ“) verlässt sein Grab
(Inkunabel aus dem Jahr 1500, Bayerische Staatsbibliothek, München)

Als Wiedergänger, auch in der Schreibweise Widergänger belegt und auch Revenant genannt, werden verschiedene Gespenstererscheinungen aus diversen Kulturräumen bezeichnet. Die beiden Schreibweisen beziehen sich nicht auf unterschiedliche Erscheinungsformen.
Der Kern des Wiedergänger-Mythologems ist die Vorstellung von Verstorbenen, die – oft als körperliche Erscheinung – in die Welt der Lebenden zurückkehren („Untote“). Sie sind den Lebenden unheimlich und meist böse gesinnt, sei es, weil sie sich für erlittenes Unrecht (z. B. Störung ihrer Totenruhe) rächen wollen; sei es, weil ihre Seele auf Grund ihres Lebenswandels nicht erlöst wurde.

## Gestalt
Der französische Mediävist Jean-Claude Schmitt, der mitteleuropäische Bildquellen aus dem 12. bis 16. Jahrhundert untersucht hat, unterteilt Untote je nach Darstellungsweise in Wiedergänger, Lazarus-, Seelen- und Gespensttypen. Während der Gespensttyp mit einem durchscheinenden Leichentuch bekleidet ist und der Lazarustyp wie ein Auferstandener erscheint, gleicht der Wiedergänger einem Lebenden. Beim Seelentyp erscheint dagegen ein kleines Männlein als Abbild der Seele eines Verstorbenen. Zwischentypen sind der unsichtbare Geist und der „makabre Typ“ des lebenden Leichnams, der als Wiedergänger verschiedene Stadien des verwesungsbedingten Zerfalls aufweist.

## Mythologie und Volksglauben

### Deutscher Volksglaube
In verschiedenen Teilen Deutschlands war bis ins frühe 20. Jahrhundert der Glaube verbreitet, dass Tote nach ihrem Tod trotzdem weiterlebten und einen unheilvollen Einfluss aus dem Grab heraus ausübten. Teilweise geschah dies durch eine telepathische Wirkung (Sympathiezauber), so dass der als Nachzehrer bezeichnete Unhold nicht aus dem Grab steigen musste und den Lebenden trotzdem durch seinen offenen Mund, ein offenes Auge und durch Kauen am Leichentuch die Lebenskraft absaugen konnte.
Andere Untote stiegen dem Volksglauben nach aus den Gräbern und sprangen nächtlichen Wanderern auf den Rücken. Diesen Aufhocker, der auch verschiedene Gestalten annehmen konnte, zum Beispiel im Rheinland die des Werwolfs, musste der Mensch tragen, häufig bis zur Friedhofsmauer oder zu dem Ort, an dem der Leichnam begraben oder verscharrt war. Dabei wurde der Aufhocker (auch „Huckop“ oder „Huckupp“ genannt) immer schwerer, und das Opfer brach schließlich erschöpft oder gar tot zusammen. In einigen Sagen gelang es dem geplagten Menschen, durch einen Spruch oder ein Gebet den Unhold zu bannen oder zu erlösen. Gerade in den katholisch geprägten Gebieten verschmolz der Glaube an den aufhockenden Wiedergänger mit dem Seelenglauben, so dass es den Volkskundlern um 1920 große Schwierigkeiten bereitete, aus einem diffusen Gespensterglauben den alten Kern – den Glauben an den untoten Wiedergänger – herauszuschälen. Der Aufhocker konnte nach der Definition auch kein Gespenst sein, denn er hatte einen spürbaren Körper, der auch noch von Schritt zu Schritt an Gewicht zunahm, was einem materielosen Geist nicht möglich gewesen wäre.
Zu den körperlich erscheinenden Wiedergängern gehört auch der in der westdeutschen Sagenwelt häufig genannte kopflose Reiter, der über den amerikanischen Dichter Washington Irving und seine Novelle The Legend of Sleepy Hollow in die Weltliteratur und sogar in die Filmgeschichte einging.

### Nordische Mythologie
In den Sagas sind Wiedergänger in der Form des Draugrs ein häufiges Motiv, so zum Beispiel in der Hrómundar saga Gripssonar oder in der Laxdœla saga. Wer einem Wiedergänger begegnete, dem drohte oft ein baldiger Tod. Auffallend ist hier die Betonung der Körperlichkeit des Wiedergängers, die sich zum einen in seiner übermenschlichen Kraft zeigt, zum anderen aber auch in seiner Verwundbarkeit: Draugar können getötet werden, indem ihnen der Kopf abgeschlagen wird. Eine besondere Form des Wiedergängers ist der schwedische Myling (auch Myrding), der den Geist eines ungetauften Neugeborenen in körperlicher Form darstellt, das von seiner Mutter ermordet und versteckt wurde.

### Slawischer Volksglaube
Im slawischen Volksglauben ist der Wiedergänger ein Untoter, ein Verstorbener, welcher seinem Sarg entsteigt und wieder unter die Lebenden geht. Sein Erscheinen wird nahezu immer mit Unheil und Tod in Verbindung gebracht, daher verursacht er Angst und Schrecken.
Oft hat der Wiedergänger noch etwas aus seinen Lebzeiten zu erledigen oder will Rache an seinem Mörder üben oder Ähnliches. Auch wenn der Tote zu sehr betrauert wird, hält ihn das vom endgültigen Übergang in das Jenseits ab.
In alten Gräbern finden sich noch heute Leichen, die gefesselt wurden, denen die Sehnen durchtrennt, die Gliedmaßen zertrümmert oder abgeschnitten und über Kreuz auf die Brust gelegt, die ins Herz gepfählt oder denen Kreuze oder mit Gras bewachsene Erdschollen in den Mund oder auf die Stirn gelegt wurden. Alle diese Bestattungsriten sollten das Wiederkehren des Toten verhindern. Der Glaube an die Wiedergänger vermischt sich insoweit mit dem Glauben an Vampire, doch wird ihre Ernährung nicht thematisiert. Eine von William of Newburgh aus dem 13. Jahrhundert überlieferte Wiedergängergeschichte aus Nordengland (The Revenant of Annant Castle) schildert einen Fall, der in allen Einzelheiten an die Vampirgeschichten aus Südosteuropa aus jüngerer Zeit erinnert und nach Ansicht des französischen Sagen- und Mythenexperten Claude Lecouteux eindeutig in den Bereich des Vampirglaubens gehört. Daher ist anzunehmen, dass Glaubensvorstellungen, von denen die Volkskunde bislang annahm, sie seien nur auf den slawisch geprägten Raum beschränkt, tatsächlich über sehr viel weitere Teile Europas verbreitet waren.

### Hintergründe
Der Glaube an das Wiedergängertum wurde meist damit begründet, dass den Leichen, wie bereits Demokrit festgestellt haben will, noch geraume Zeit lang die Haare und die Nägel wüchsen (heute widerlegt; durch Austrocknung der Haut wirken die gleich langen Nägel und Haare/Barthaare wie frisch gewachsen, da die Haut schrumpft) und dass Leichen nach einiger Zeit durch bakterielle Fäulnis aufgedunsen sind. Dies kann zum Vampirglauben beigetragen haben, da die aufgedunsenen Leichen „gesünder“ aussahen als die (ausgemergelten) Kranken. Die Menschen glaubten daher, die Leichen zögen den Lebenden die Lebenskraft ab. Ebenfalls auf Fäulnisprozesse und damit verbundene Gasblasenbewegung im Speiseröhren-Magen-Darmtrakt kann man das „Schmatzen der Toten in ihren Gräbern“ zurückführen, das seinerzeit auch als Beweis für eine kurz zurückliegende „Blutmahlzeit“ bei „Vampiren“ galt.

## Übertragene Bedeutung
In der Publizistik wird das Wort auch pejorativ als Synonym für Nachfolger verwendet.